# Свети Картерије
Свети Картерије је хришћански светитељ. Живео је за време владавине римског цара Диоклецијана и намесника Кесарије Кападокијске Урвана. Био је свештеник и учитељ хришћана. Изградио је малу цркву у којој су се скупљали бројни хришћани. У овој цркви Картерије је подучавао хришћане, због чега је оптужен намеснику. Када је оптужен Картерије је побегао, а у хришћанској традицији се помиње да му се тада јавио Бог и рекао му: 
Иди, Картерије, и пријави се онима који те траже, a ja ћу бити с тобом, јер треба много да пострадаш за име моје. И многи ће преко требе поверовати у мене и спасти се.
После тога Картерије је отишао и пријавио се властима. Одмах је затворен, а потом изведен пред намесника који му је наредио да принесе жртву Серапису. У хришћанској традицији се спомиње да је Картерије својом молитвом оборио кип. Због тога га је шеснаест војника било моткама, а после су га обесили на дрво, ишчупали му нокте и на рукама и на ногама и гвозденим гребенима стругали му тело. Хришћани верују да му је анђео помогао да издржи муке и потом га исцелио, али да је после тога поново мучен, да су му гвожђем пробушени глежњеви, да му је усијани раоник заривен у груди и да су га ставили на једну усијану гвоздену столицу и потом поново затворили. Али ноћу му се опет јавио Бог, скинуо окове са њега, исцелио га и извео из тамнице. Многи многобошци су тада дошли код њега и он их је крстио. Због тога је поново мучен: везали су му и за руке и за ноге тешко камењеи тукли га моткама по стомаку, и палили га буктињама, док су га други заливали сумпором и смолом; затим су му сипалирастопљено олово у уста, и на крају га бацили у усијану пећ. У хришћанској традицији се помиње да је он стајао у ватри неповређен, узносећи Богу славу и хвалу, што је наљутило једног Јеврејина који му је копљем пробоо ребра из којих је истекла вода која је угасила ватру у пећи, а после тога и крв. Картерије је мучен и убијен 304. године.
Православна црква га слави 8. јануара по јулијанском календару, а 21. јануара по грегоријанском календару.